# 珍妮·弗拉纳根
珍妮·弗拉纳根（英語：Jeanne Flanagan，1957年5月8日—），美国女子赛艇运动员。她曾代表美国参加1984年夏季奥林匹克运动会赛艇比赛，获得女子八人单桨有舵手金牌。